# XXe gouvernement constitutionnel portugais
IIIe République
XIXe constitutionnel XXIe constitutionnel
Le XXe gouvernement constitutionnel portugais (en portugais : XX Governo Constitucional de Portugal) est le gouvernement de la République portugaise entre le 30 octobre et le 26 novembre 2015, durant la XIIIe législature de l'Assemblée de la République.
Il est dirigé par le libéral-conservateur Pedro Passos Coelho, à nouveau vainqueur des élections législatives à la majorité relative. Il succède au XIXe gouvernement constitutionnel et cède le pouvoir au socialiste António Costa et au XXIIe gouvernement constitutionnel après que le Parlement a adopté une motion de rejet du programme gouvernemental.

## Historique du mandat
Dirigé par le Premier ministre libéral sortant Pedro Passos Coelho, ce gouvernement est constitué et soutenu par une coalition entre le Parti social-démocrate (PPD/PSD) et le CDS – Parti populaire (CDS–PP). Ensemble, ils disposent de 107 députés sur 230, soit 46,5 % des sièges de l'Assemblée de la République.
Il est formé à la suite des élections législatives du 4 octobre 2015.
Il succède ainsi au dix-neuvième gouvernement constitutionnel, dirigé par Passos Coelho, constitué et soutenu par le PPD/PSD et le CDS–PP.

### Formation
Au cours du scrutin, la coalition Portugal en avant (PàF) formée entre le Parti social-démocrate et le CDS – Parti populaire arrive en tête avec 38,6 % des suffrages exprimés, perdant en conséquence la majorité absolue dont elle disposait sous la précédente législature. Les partis de gauche disposent ensemble d'une majorité de sièges mais n'ont jamais gouverné ensemble en raison de divergences sur la question européenne, le Parti socialiste (PS) se trouvant ainsi en position d'arbitre entre la coalition de centre droit au pouvoir et une éventuelle union des gauches.
Le 22 octobre suivant, trois jours après qu'António Costa a publiquement affirmé être en mesure de disposer d'une majorité absolue dans l'hémicycle avec le soutien de la gauche radicale et alternative, le président de la République Aníbal Cavaco Silva charge Pedro Passos Coelho de mettre sur pied le nouvel exécutif du pays. Il justifie sa décision par la tradition non-écrite de confier cette tâche au dirigeant de la force arrivée en tête du suffrage universel et par son refus de voir le gouvernement dépendre du soutien de forces politiques eurosceptiques. Critique de ce choix présidentiel, les partis de gauche réagissent le lendemain en faisant élire le député socialiste Eduardo Ferro Rodrigues à la présidence de l'Assemblée de la République avec 122 voix, soit la somme de leurs trois groupes parlementaires, tandis que le PS décide le dépôt d'une motion de rejet du programme gouvernemental, équivalent à une motion de censure.
Le Premier ministre sortant présente le 27 octobre son deuxième gouvernement, composé de seize ministres. Il reconduit des personnalités de premier plan, comme le vice-Premier ministre Paulo Portas, la ministre des Finances Maria Luís Albuquerque, le ministre des Affaires étrangères Rui Machete ou le ministre de la Défense José Pedro Aguiar-Branco. Huit personnalités font leur entrée au conseil des ministres et trois départements sont créés : le ministère de la Culture, le ministère de la Modernisation administrative et le ministère des Affaires parlementaires. Ils sont assermentés le 30 octobre par Aníbal Cavaco Silva au palais national d'Ajuda

### Succession
Le 10 novembre, quatre jours après que les trois partis de gauche se sont entendus pour former une majorité parlementaire, le Parlement rejette par 123 voix contre 107 le programme gouvernemental présenté par Pedro Passos Coelho.
Le socialiste António Costa est chargé deux semaines plus tard de constituer le XXIe gouvernement constitutionnel, mission qu'il remplit avec succès le jour-même. La nouvelle équipe ministérielle prête serment le 26 novembre.

## Composition
- Les nouveaux ministres sont indiqués en gras, ceux ayant changé d'attributions en italique.

| Portefeuille                                                                | Titulaire | Titulaire                | Parti   |
| --------------------------------------------------------------------------- | --------- | ------------------------ | ------- |
| Premier ministre                                                            |           | Pedro Passos Coelho      | PPD/PSD |
| Vice-Premier ministre                                                       |           | Paulo Portas             | CDS-PP  |
| Ministre d'État Ministre des Finances                                       |           | Maria Luís Albuquerque   | PPD/PSD |
| Ministre d'État Ministre des Affaires étrangères                            |           | Rui Machete              | PPD/PSD |
| Ministre de la Défense nationale                                            |           | José Pedro Aguiar-Branco | PPD/PSD |
| Ministre de la Présidence et du Développement régional                      |           | Luís Marques Guedes      | PPD/PSD |
| Ministre de l'Intérieur                                                     |           | João Calvão da Silva     | PPD/PSD |
| Ministre de la Justice                                                      |           | Fernando Negrão          | PPD/PSD |
| Ministre de l'Environnement, de l'Aménagement du territoire et de l'Énergie |           | Jorge Moreira da Silva   | PPD/PSD |
| Ministre de l'Agriculture et de la Mer                                      |           | Assunção Cristas         | CDS-PP  |
| Ministre de la Solidarité, de l'Emploi et de la Sécurité sociale            |           | Pedro Mota Soares        | CDS-PP  |
| Ministre de l'Économie                                                      |           | Miguel Morais Leitão     | CDS-PP  |
| Ministre de la Santé                                                        |           | Fernando Leal da Costa   | Sans    |
| Ministre de l'Éducation et de la Science                                    |           | Margarida Mano           | Sans    |
| Ministre de la Modernisation administrative                                 |           | Rui Medeiros             | Sans    |
| Ministre de la Culture, de l'Égalité et de la Citoyenneté                   |           | Teresa Morais            | PPD/PSD |
| Ministre des Affaires parlementaires                                        |           | Carlos Costa Neves       | PPD/PSD |